# Перес Руис, Мануэль
Мануэль Перес Руис (исп. Manuel Pérez Ruíz; родился 18 марта 1993 года, Мехико, Мексика) — мексиканский футболист, полузащитник резервной команды клуба «Масатлан».

## Биография
Перес — воспитанник клуба УНАМ Пумас. 25 марта 2012 года в матче против УАНЛ Тигрес он дебютировал в мексиканской Примере. В начале 2015 года Мануэль на правах аренды перешёл в «Пачуку». 22 мая в матче против «Керетаро» он дебютировал за новую команду. Летом 2016 года Перес перешёл в столичную «Америку». 18 сентября в матче против «Леона» он дебютировал за новый клуб. 7 мая 2017 года в поединке против своего бывшего клуба «Пачука» Мануэль сделал дубль, забив свои первые голы за «Америку».